# تجزیه و تحلیل نمونه‌ها در مریخ

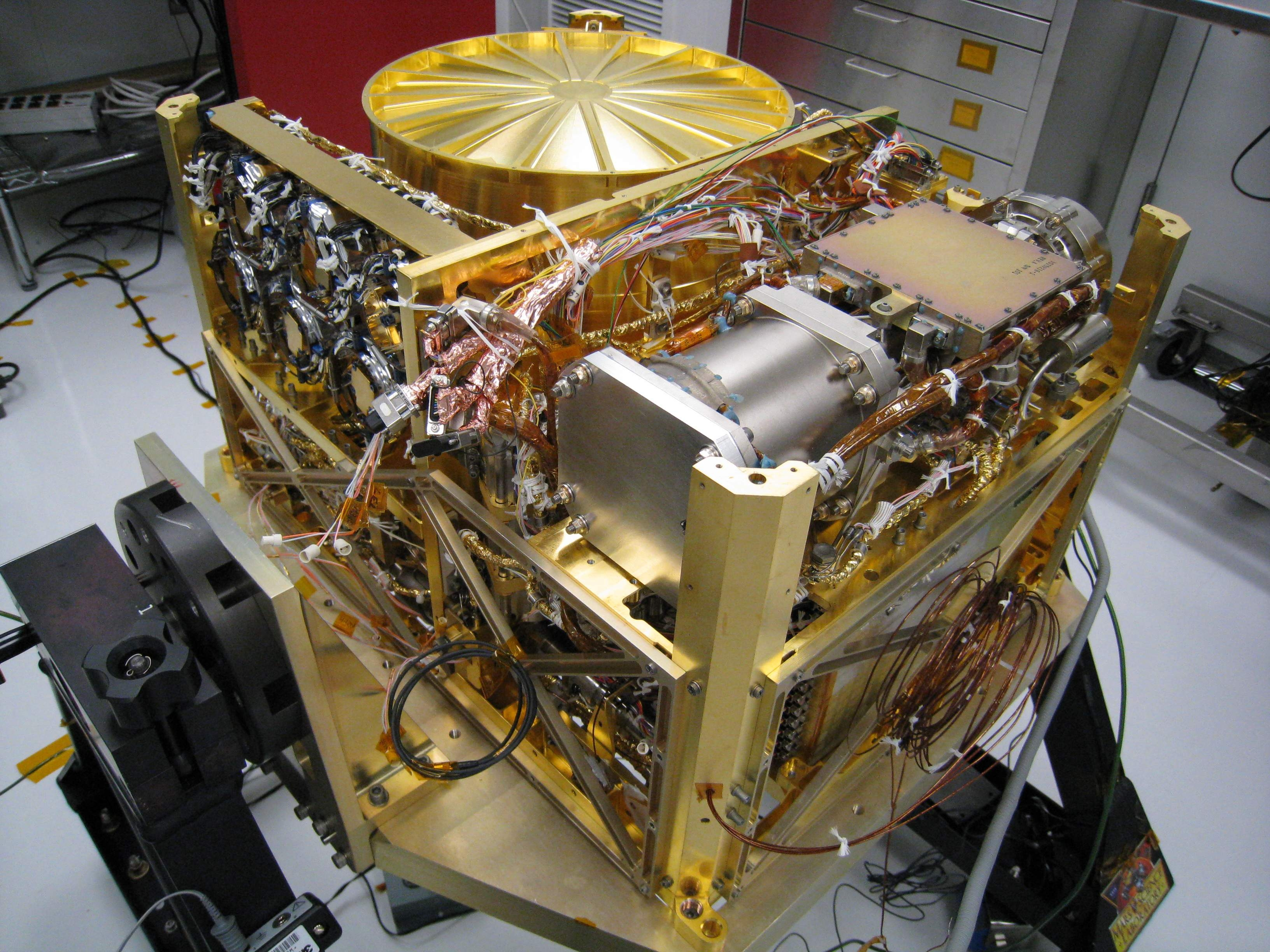
تجزیه و تحلیل نمونه در مریخ برای MSL.

تجزیه و تحلیل نمونه‌ها در مریخ (SAM) مجموعه‌ای از ابزارهای مریخ‌نورد کنجکاوی آزمایشگاه علوم مریخ است. مجموعه ابزار SAM مواد آلی و نمونه گازهای اتمسفر و جامد را تجزیه و تحلیل می‌کند. این کار توسط مرکز پروازهای فضایی گادرد ناسا آزمایشگاه فضایی رصدهای محیطی اتمسفر (LATMOS) مرتبط با آزمایشگاه بین دانشگاهی سیستم‌های جوی (LISA) (که به‌طور مشترک توسط مرکز ملی پژوهش‌های علمی فرانسه و هانی‌بی به همراه بسیاری از شرکای خارجی دیگر اداره می‌شود، توسعه یافته‌است.

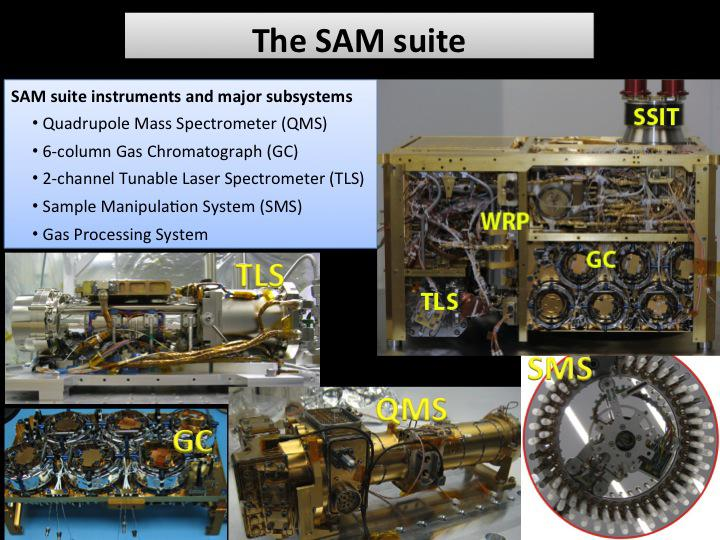
مجموعه SAM

مجموعه SAM از سه ابزار تشکیل شده‌است:
1. طیف‌سنج جرمی چهار قطبی (QMS) گازهای نمونه‌برداری شده از جو یا گازهای آزاد شده از نمونه‌های جامد را با حرارت تشخیص می‌دهد.[۱][۵]
2. کروماتوگراف گازی (GC) برای جدا کردن گازهای منفرد از یک مخلوط پیچیده به اجزای مولکولی استفاده می‌شود. جریان گاز حاصل در طیف‌سنج جرمی با محدوده جرمی ۲–۵۳۵ دالتون تجزیه و تحلیل می‌شود.[۱][۵]
3. طیف‌سنج لیزری قابل تنظیم (TLS) اندازه‌گیری‌های دقیقی از نسبت اکسیژن و ایزوتوپ کربن موجود در دی‌اکسید کربن (CO 2) و متان (CH 4) در جو مریخ را انجام می‌دهد تا بین منشأ ژئوشیمیایی یا بیولوژیکی آنها تمایز قائل شود.[۱][۴][۵][۶][۷]